# Zadní
Zadní (německy Hinterfeld) je osada, část obce Červené Janovice v okrese Kutná Hora. Nachází se asi 2,5 kilometru východně od Červených Janovic.
Zadní leží v katastrálním území Chvalov u Červených Janovic o výměře 1,5 km².

## Historie
První písemná zmínka o vesnici pochází z roku 1720.

## Fotogalerie

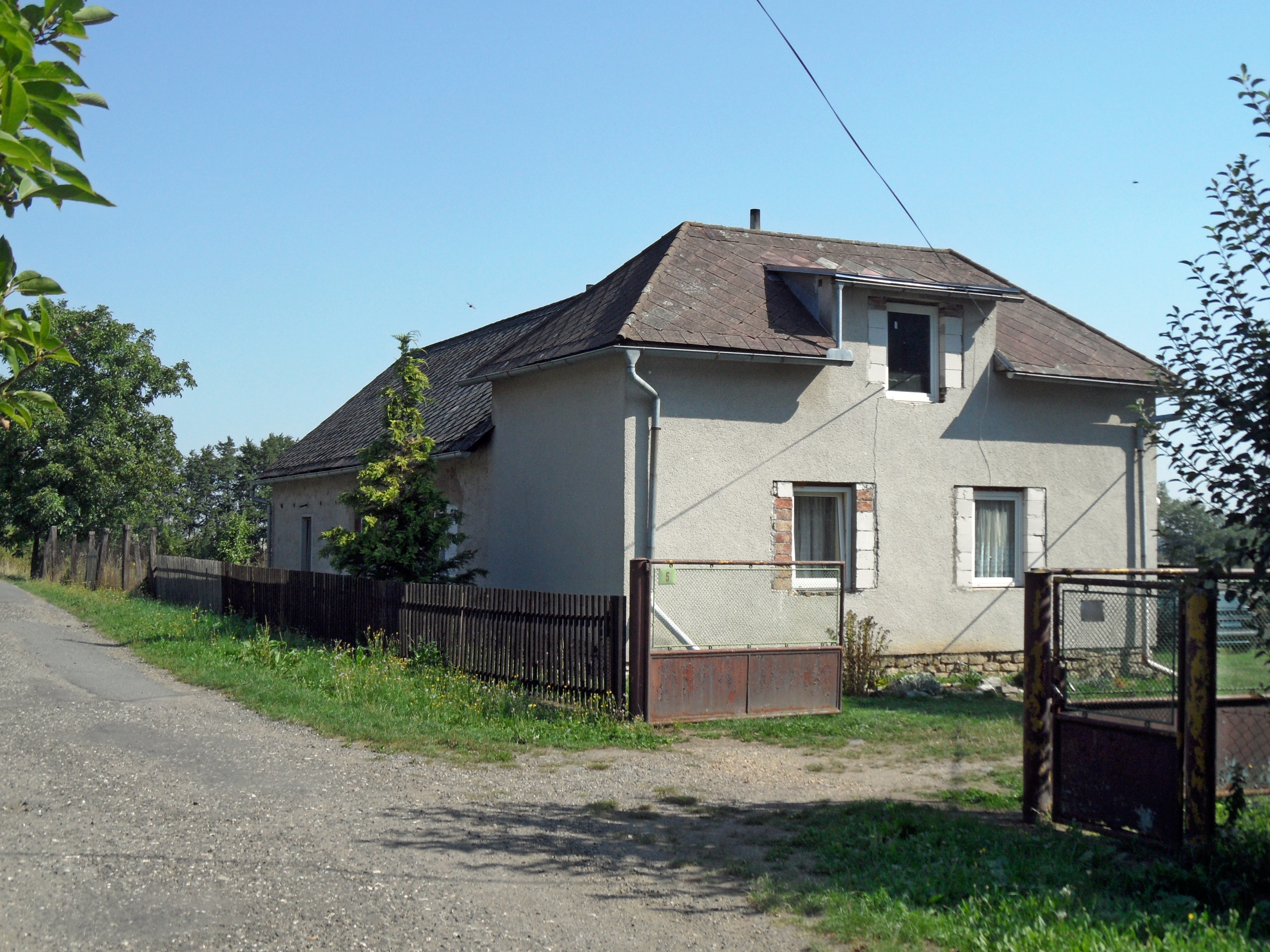
Dům u cesty
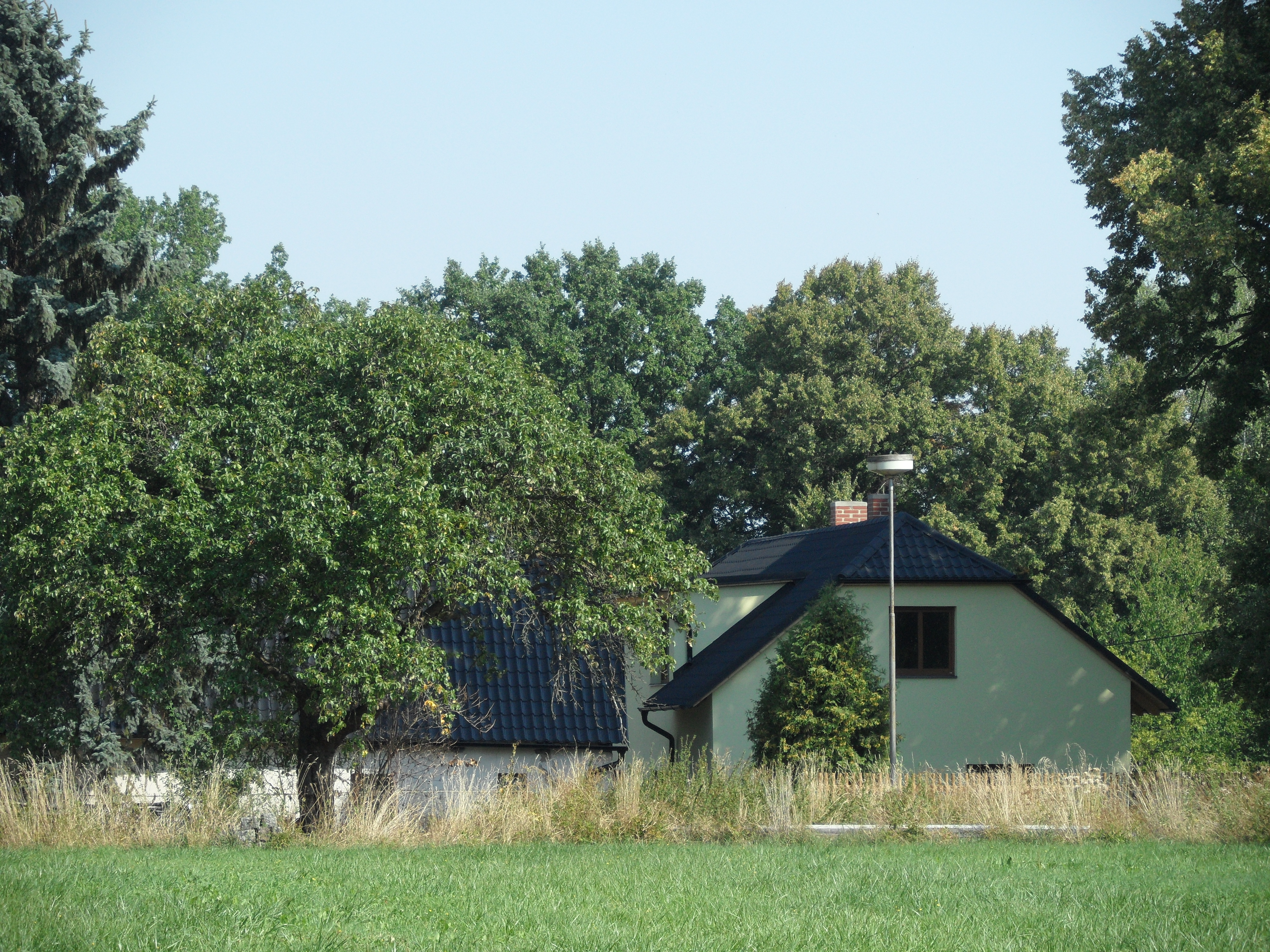
Rodinný dům
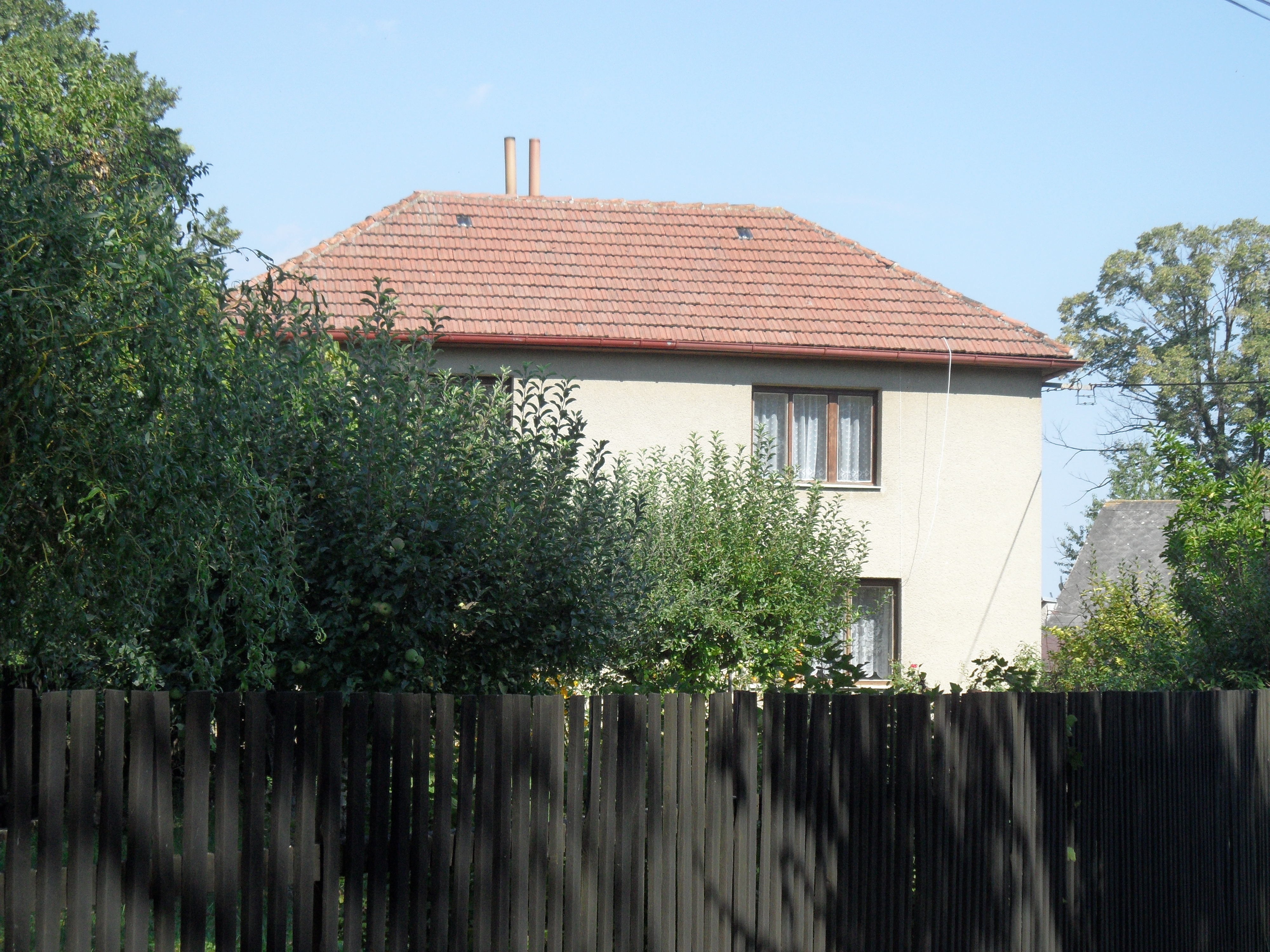
Dům
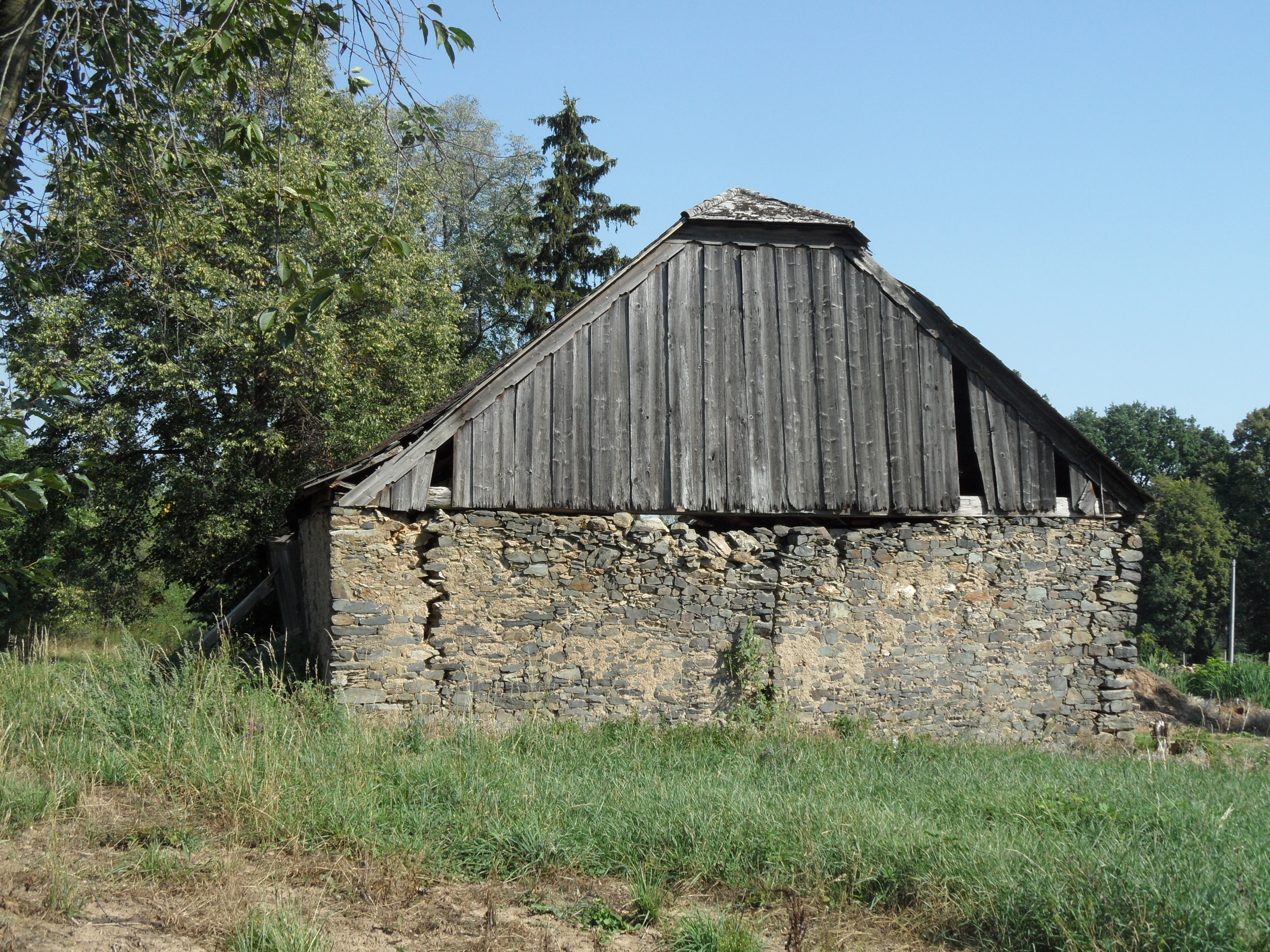
Hospodářské stavení